# Naturschutzgebiet Neger- und Birautal
Das Naturschutzgebiet Neger- und Birautal ist ein 113,6 ha großes Naturschutzgebiet (NSG) südwestlich von Siedlinghausen im Stadtgebiet von Winterberg. Das Gebiet wurde 2008 mit dem Landschaftsplan Winterberg durch den Hochsauerlandkreis als (NSG) ausgewiesen. Weite Bereiche des Naturschutzgebiets liegen im insgesamt deutlich größeren FFH-Gebiet Hunau, Oberes Negertal, Renautal und Steinberg (DE-4717-301), wodurch sie zum europäischen Schutzgebietsnetz Natura 2000 gehören. Dieses FFH-Gebiet setzt sich im angrenzenden Stadtgebiet von Winterberg fort und wurde 2004 ausgewiesen. Das NSG geht bis an den Siedlungsrand.

## Gebietsbeschreibung
Das NSG umfasst die Tallagen der Flüsse Neger, der unteren Birau und des unteren Kietelmeckesiepens mit ihrem Grünland und Laubwald. Das Grünland wird meist mit Rindern beweidet. Das NSG erstreckt sich auf 4 km im Negertal.

## Schutzzweck
Das NSG soll die Bäche und die Aue mit seinem Arteninventar schützen. Wie bei allen Naturschutzgebieten in Deutschland wurde in der Schutzausweisung darauf hingewiesen, dass das Gebiet „wegen der Seltenheit, besonderen Eigenart und Schönheit des Gebietes“ zum Naturschutzgebiet erklärt wurde.

## Sonstiges
Im NSG befindet sich zwei Wüstungen in der Nähe vom Jagdschloss Siedlinghausen. Dabei handelt es sich um den Weiler Redinchusen und den Kirchort Negerkirchen andere Namen Negere, Neger und Negerkercken. Negere liegt teilweise südöstlich vom NSG. Auch die Grundmauern der Kirche liegen jenseits der Landstraße. Aus dem Jahr 1300 wird die Kirche in Negere dokumentiert, welche zum Dekanat Wormbach gehörte. Der Ort war in der zweiten Hälfte des 16. Jahrhunderts aufgegeben. In einer Karte von 1577 ist eine Kirchenruine Negerkirch verzeichnet. Mitte des 1852 fanden erste archäologische Ausgrabung statt. 1984 fanden erneute Ausgrabungen in Negere statt.  Der aufgegebene Weiler Redinchusen wurde 1338 erstmals urkundlich erwähnt. Mitte des 15. Jahrhunderts war der Weiler aufgegeben. 2008 fand eine Ausgrabung einer Hofstelle statt.